# KDE neon
KDE neon es una distribución de Linux desarrollada por KDE basada en las ediciones LTS de Ubuntu con la última versión del escritorio KDE y aplicaciones de 64 bits.

Se ofrece en dos variantes principales, develop y stable. La versión estable ofrece los últimos paquetes de KDE que han pasado las pruebas de calidad, mientras que la versión de desarrollo (develop) se ofrece en tres variantes o ramas de desarrollo: Testing, Unstable y Developer Edition. Estas ramas usan las últimas versiones en estado beta y unstable nightly de los paquetes de KDE.
El escritorio es KDE Plasma considerado personalizable y potente, además ofrece un bajo consumo del CPU, gracias a su aceleración de hardware OpenGL que aprovecha la GPU, la cual está por defecto en su versión 2.0 pero para obtener mayor rendimiento se la puede configurar a la versión 3.1. Su objetivo es proporcionar a los usuarios software Qt y KDE actualizado, mientras que el resto de los componentes de los repositorios de Ubuntu son actualizados a un ritmo normal.
El creador de KDE Neon es Jonathan Riddell, fundador del proyecto Kubuntu y quien fuera durante mucho tiempo el encargado de su mantenimiento.
A partir de octubre de 2022, utiliza como base Ubuntu 22.04 LTS y Plasma 5.26.

## Ediciones
Tiene tres ediciones:
User Edition
Recomendada para usuarios cotidianos, si se desea la más actual pero manteniendo la estabilidad.
Testing Edition
Recomendada para usuarios avanzados que quieran probar una versión preliminar, pero con el riesgo que ocurran errores.
Unstable Edition
Recomendada para usuarios que deseen probar todas las actualizaciones de escritorio KDE, con el riesgo de tener un sistema inestable (no recomendado para producción).

## Diferencias con Kubuntu
Debido a que Kubuntu es una distribución de Ubuntu con el escritorio KDE Plasma 5 por defecto, a menudo se confunden ambas distribuciones. Sin embargo, la principal diferencia entre estos dos sistemas es que Kubuntu siempre utiliza una versión LTS de Ubuntu, ofreciendo un soporte más largo a cambio de sacrificar la posibilidad de estar a la última con todas las novedades de KDE Plasma, mientras que KDE neon, aunque está basada en Ubuntu LTS, siempre utiliza la última versión del entorno de KDE Plasma.
Los desarrolladores de KDE neon consideran que esta distribución está dirigida a usuarios domésticos y empresariales que desean adquirir soporte a largo plazo en el sistema base, pero con las últimas novedades y actualizaciones de las aplicaciones en el entorno KDE Plasma.
Kubuntu viene por defecto con varias aplicaciones instaladas, mientras que KDE neon tiene menos.
|                           | KDE neon       | Kubuntu (versión estable) | Kubuntu LTS |
| ------------------------- | -------------- | ------------------------- | ----------- |
| Sistema base              | Ubuntu LTS     | Ubuntu (estable)          | Ubuntu LTS  |
| Plasma y aplicaciones KDE | Última versión | Versión estable           | versión LTS |

## Ventajas
Una de las ventajas de este sistema operativo es que el usuario no tiene por qué preocuparse por las actualizaciones, dado que al estar basado en Ubuntu LTS tiene soporte a largo plazo (tres años), y las actualizaciones y novedades solo serán reflejadas en el entorno KDE Plasma, manteniendo la base de Ubuntu LTS con su estabilidad y actualizando el entorno con las últimas novedades.

## Desventajas
Una de las desventajas es que no tiene la misma estabilidad de Kubuntu LTS porque como el entorno de escritorio KDE Plasma se mantiene actualizado a su última versión, algunas aplicaciones no tienen tiempo suficiente para que se compruebe su funcionamiento óptimo.

## Recomendación para actualizar el sistema
Para actualizar el sistema no es necesario utilizar el comando sudo apt update, los comandos para actualizar son pkcon refresh y luego pkcon update. Luego de terminar la actualización se recomienda encarecidamente reiniciar el sistema, para aplicar los cambios y evitar posibles errores.
Si no desea actualizar por la terminal deberá dirigirse a la aplicación discover para actualizar el sistema, y cuando acabe deberá asegurase de reiniciar el sistema para la correspondiente actualización.